# Tacambaroplein

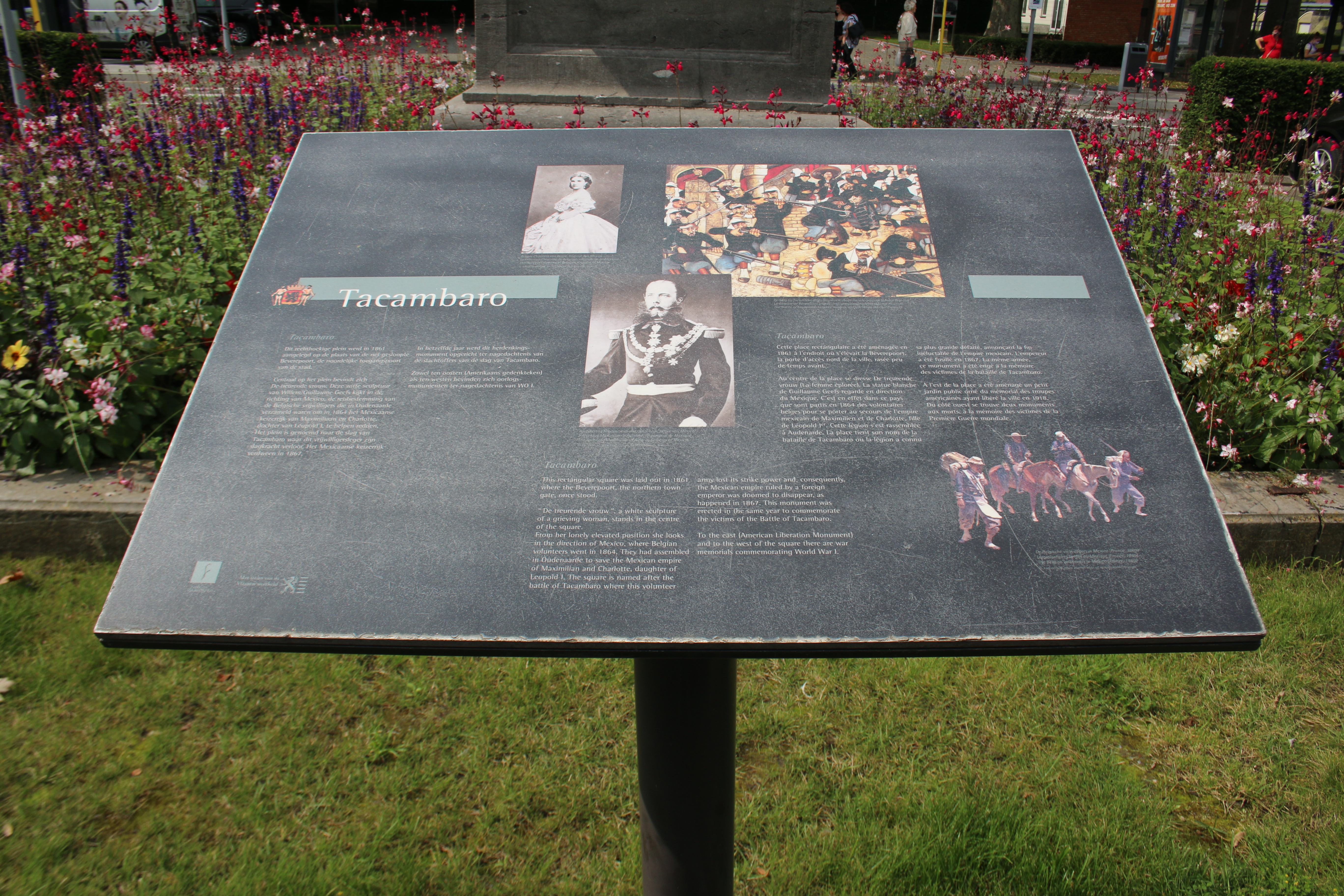

Het Tacambaroplein is een plein in de Belgische stad Oudenaarde waar twee oorlogsmonumenten staan:
- Een herdenkingszuil voor Amerikaanse infanteriesoldaten die in de Eerste Wereldoorlog tijdens de Slag aan de Schelde op 1 november 1918 in Oudenaarde de Schelde overstaken.
- Het monument van Tacambaro op het gelijknamige plein, bestaande uit een liggende vrouw die richting Mexico kijkt. Het monument is vernoemd naar de plaats Tacámbaro de Collados, 55 kilometer ten zuidoosten van Pátzcuaro in Mexico. Het werd opgericht ter nagedachtenis van enkele tientallen Oudenaardse vrijwilligers die omkwamen in het Mexicaanse avontuur van Maximiliaan van Habsburg en Charlotte van België in de periode tussen 1863-1867. Tussen 7 april 1865 en 11 april 1865 vocht het Belgisch Legioen in Tacámbaro de Slag van Tacambaro.